# Верхрата
Верхрата (пол. Werchrata) — село в Польщі, у гміні Горинець-Здруй Любачівського повіту Підкарпатського воєводства.
Населення — 504 особи (2011).
До 1947 село було українським. У 1975-1998 роках село належало до Перемишльського воєводства.

## Назва
В ході кампанії ліквідації українських назв у 1977-1981 рр. село називалося Боґушув.

## Географія
Село Верхрата, як вказує сама назва, розміщене над річкою Ратою, лівою притокою Західного Бугу  (басейн Вісли), майже на самому кордоні між Україною та Польщею, на відстані 27 кілометрів на захід від центру повіту — міста Любачева і 108 кілометрів на захід від центру воєводства  — міста Ряшева.

## Історія
Історія Верхрати дуже давня, археологічні історичні дослідження свідчать, що поселення людей у Верхраті існували дуже давно — ще в часи неоліту.
Перші письмові згадки датуються 1444 роком. Саме тоді село фіксується в історичних документах, пов'язаних із діяльністю Белзького воєводства.
Селяни Верхрати 2 листопада 1648 року допомагали козакам з полку Мартина Небаби захоплювати місто Флоріанів-Наріль.

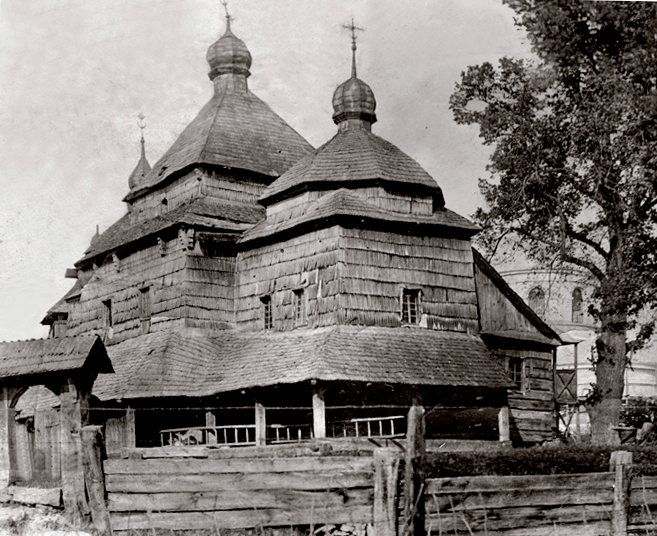
Давня церква Покрову Богородиці у Верхраті 1672 р. не збереглась.

За короля Яна III Собєського, в 1678 році, на слабко заселених і недоступних територіях в північно-східній частині села, був закладений Василіянський Монастир. Він був розміщений на піднесеному узгір'ї в пасмі Гараю. Через цілий період свого існування (1678-1806) це згромадження відігравало на Розточчі важливу роль.
1682 року ігумен Верхратської чернечої обителі отець Ісаак Сокальський приніс із Замостя до монастирської церкви у Верхраті ікону Матері Божої. А через 6 років – 1688 року на празник Положення Чесної Ризи Пресвятої Богородиці почали здійснюватися перші чуда.
Того ж року львівський єпископ Йосиф Шумлянський, прибувши до Верхрати і побачивши ікону, по якій струменіли криваві сльози, вислухавши свідків, проголосив Верхратську ікону Пресвятої Богородиці чудотворною.

Крехівська (Верхратська) ікона Пр. Богородиці.

До 1793 р. в осібній книзі ченці записали, що за посередництвом Верхратської Богородиці відбулося близько 150 чудес.
Після касації багатьох василіянських монастирів у 1810 р. чудотворну ікону Матері Божої в почесній процесії перенесено до Крехова, де в пізнішому часі вона також уславилася багатьма чудесами.
6 липня 1884 р. введена в експлуатацію залізниця Ярослав—Сокаль зі станцією в селі.
Село належало до Равського повіту. На 01.01.1939 в селі проживало 3700 мешканців, з них 3500 українців-грекокатоликів, 25 українців-римокатоликів, 30 поляків, 120 євреїв і 25 німців.
Після зруйнування монастиря на початку XIX століття  великою культурною пам'яткою є саме монастирське узгір'я з руїнами кам'яних споруд і невеликим воєнним цвинтарем з 1915 року. На руїнах Василіянського монастиря поставлена велика могила воїнів УПА, які в березні 1945 року загинули в нерівному бою з військами НКВС.
На території села існує давня греко-католицька церква Св. Юрія, тепер парафіяльний костел Св. Юзефа Робітника (1910р.). До заборони УГКЦ була парафіяльною церквою Равського деканату Перемишльської єпархії. Цікаві приклади надгробної архітектури зібрані на місцевому кладовищі (XIX/XX ст.).
Операція «Вісла» спричинила значний занепад села.

### Вандалізм на цвинтарі в 2016 році
10 жовтня 2016 року в ЗМІ появились відомості та світлини, які свідчили, що вандали зруйнували на цвинтарі в селі пам'ятник українцям, у т. ч. воякам УПА (польський інформаційний портал www.nowiny24.pl назвав його незаконним), похованим тут. Цей факт вандалізму став черговим у серії, яка розпочалась у 2015 році (схожі випадки трапились перед цим у селах Грушовиці, Радружа, Молодич, Вербиці, Монастир, Пікуличі, Ліски). Частина польської інтелігенції виступила із заявою «Волання з Верхрати», у якій зокрема просили пробачення і висловили незгоду з нищенням могил, цвинтарів, пам'ятників. На відео паплюження видно емблему профашистської організації «Obóz wielkiej Polski» (Табір великої Польщі), забороненої в Польщі у 1920—1930-х роках. Її ідеологом був відомий українофоб Роман Дмовський.

## Транспорт
У селі знаходиться залізничний перехід польсько-українського кордону Верхрата — Рава-Руська.

## Люди
- Балух Михайло Михайлович псевдо «Заяць», «Соловей» (25.12.1926) — уродженець села, стрілець сотні «Месники-2» куреня «Месники» Української Повстанської Армії. З весни 1945 р. — в лавах УПА. В 1947 р. схоплений у криївці солдатами ВП. 20.11.1947 р. в Ряшеві засуджений на смертну кару. 3.12.1947 р. — помилуваний (вирок замінено на довічне ув'язнення). Звільнився, жив у с. Грушеві біля Гурова Ілавецького, Польща.
- Ґой Іван псевдо «Вишня» (1919—1946) — уродженець села, інтендант сотні «Залізняка» та сотні «Месники-1» куреня «Месники». В лавах УПА в сотні «Залізняка» від весни 1944 року. Важко поранений від вибуху власної гранати. Застрелений товаришем на його вимогу.
- Дуда Олександр псевдо «Орел» (13.02.1922 — 16.12.1947) — уродженець села, стрілець та жандарм сотні «Месники-2». Син Теодора. Член ОУН з 1941 р. З весни 1944 р. — в лавах УПА. 5 вересня 1947 р. схоплений солдатами ВП у криївці біля с. Монастир Любачівського повіту, заповненій паралітичним газом. 21 листопада 1947 р. в Ряшеві засуджений до смертної кари. Там же страчений.
- Левчишин Іван псевдо «Лев» (12.05.1915 — 28.11.1947) — уродженець села, стрілець та жандарм сотні «Месники-1» та «Месники-2».Син Івана. З весни 1944 року — в лавах УПА. 5 вересня 1947 р. схоплений солдатами ВП при викритті криївки командира Івана Шиманського «Шума» біля села Монастир, заповненій паралітичним газом. 17 листопада 1947 р. в Ряшеві засуджений до смертної кари. Там же страчений.
- Чепіль Іван псевдо «Чепіга» (1925 — 06.1947) — уродженець села, стрілець, боєць 2-го рою 2-ї чоти сотні «Месники-3» куреня «Месники». В лавах УПА від осені 1945 року. Загинув у бою з солдатами ВП біля с. Вербиця Рава-Руського повіту (тепер — Томашівського повіту).[9]
- Чіх Михайло (1892—1969) — діяч «Сокола-батька», учасник Першої світової війни, член ОУН, радянський в'язень, рава-руський окружний командир Української Народної Міліції[10].

## Демографія
Демографічна структура станом на 31 березня 2011 року:
|          | Загалом | Допрацездатний вік | Працездатний вік | Постпрацездатний вік |
| -------- | ------- | ------------------ | ---------------- | -------------------- |
| Чоловіки | 245     | 47                 | 170              | 28                   |
| Жінки    | 259     | 52                 | 144              | 63                   |
| Разом    | 504     | 99                 | 314              | 91                   |